# Lindcove (Kalifornija)
Lindcove je naseljeno područje za statističke svrhe u američkoj saveznoj državi Kalifornija. Prema popisu stanovništva iz 2010. u njemu je živjelo 406 stanovnika.